# ジョージ・ゴーラー
ジョージ・ゴーラー（英語: George Gawler, 1795年7月21日 - 1869年5月7日）は、イギリスの軍人。第2代南オーストラリア植民地総督を務めた。

## 生涯
第73歩兵連隊のサミュエル・ゴーラー大尉と妻ジュリア（旧姓ラッセル）の間に一人息子として生まれた。ゴーラー家は元来デヴォンの出身であり、父サミュエルは1804年12月にインドのマイソールで戦死した。ジョージ・ゴーラーは家庭教師の下で学んだ後、イズリントンのコールド・バスにある学校に通った。その後、グレート・マーローの王立陸軍大学で2年間学んだが、そこでのゴーラーは勤勉かつ優秀な生徒であった。
1810年10月にゴーラーは第52歩兵連隊の旗手となり、1812年1月に半島戦争へ赴いた。バダホスにおいて、部隊と共に敵へ突撃する最中に負傷したが、味方兵士の犠牲によって救われた。ゴーラーは1814年までスペインに留まり、マドリードへの進撃に加わった。その後第52歩兵連隊はイングランドへ戻り、中尉となったゴーラーはワーテルローの戦いに参加した。1818年まで占領軍の一員としてフランスに留まり、1820年にダービーのフライアー・ゲート出身で、サミュエル・リチャードソンの姪だったマリア・コックスと結婚した。新しく義理の姉妹となったマリー・アンは、第52歩兵連隊で同僚の士官だったウィリアム・リークと結婚した。ゴーラー夫妻は非常に信心深く、1823年に第52歩兵連隊がニューブランズウィックへ派遣された時には福祉活動と宗教活動に大いに励んだ。1826年にイングランドへ戻り、1830年から1832年の間、徴募活動に関わった。1834年に中佐に昇進し、1837年にロイヤル・グレルフィック勲章第三等 (KH) を受けた。
1838年、すでに召還されていたジョン・ハインドマーシュ大佐の後任として、南オーストラリア植民地総督に任命された。1838年10月12日、ゴーラーと妻子はテネリフェ島とリオデジャネイロを経由した4か月の旅を終えて アデレードのペストンジー・ボマンジーへ到着した。植民地では公共投資がほとんど行なわれず、薄給の役人たちと4000人の移民が間に合わせの家屋で暮らしていることにゴーラーは気付いた。彼には、年に最大12,000ポンドの予算と、加えて緊急時に5,000ポンドの融資が許されていた。まず、彼は地方への定住を促し、基本的な産品が生産されることを目指した。健康を害して辞職したウィリアム・ライト大佐の穴埋めをする必要があったため、チャールズ・スタートに対して、ニューサウスウェールズから出てきて測量長官として測量調査を直々に監督するよう説得した。在任中のゴーラーは、植民地の役人をさらに増やして警察組織を整備した。実地調査にも自ら加わり、アデレード港の各種施設を改善・発展させた。任期中に建てられた総督公邸は最初の恒久的な知事公邸であり、現在の公邸の東翼となっている。
1840年に他のオーストラリア植民地で旱魃が起こった際、南オーストラリアはまだ食料を自給できる状態になく、生活コストが跳ね上がった。ゴーラーは破滅を避けるため公共支出を増やしたが、結果的に財政は破綻し、植民地の運営方針は転換を迫られた。この時に200,000ポンド以上が費やされ、ロンドンの土地公債の資金は使い果たされた。155,000ポンドの貸付がイギリス議会によって承認された（この債権は後に放棄された）。そしてジョージ・グレイがゴーラーの後任として派遣された。
1845年、ゴーラーは自著において、ユダヤ人はヨーロッパとオスマン帝国の支配地で迫害されているゆえ、その埋め合わせとしてイスラエルの地での農業的な定住を認めるべきだと示唆した。1849年にはモーゼス・モンティフィオーリと共にイスラエルを訪問し、1852年にはパレスチナの植民に関する団体を設立した。1869年にサウスシーで没し、ポーツマスに葬られた。

## 遺産
総督の職にある間、ゴーラーは南オーストラリアが農業面で自給自足できるよう植民地運営を行ない、社会的な安定を回復させた。彼は勇敢で精力的な官僚であり、入植者が困難に直面したと見るや、何をすべきか直ちに判断し、植民地を救った。しかしながら、主に後任者のグレイが在任中ゴーラーが置かれた厳しい環境に言及することなく、その働きをことさら貶めたために、その業績は長らく正当に評価されてこなかった。ミルズはその著書『オーストラリアの植民』で、ゴーラーはその不注意と浪費で非難に値するものであり、責めを完全に免れることなどあり得ないという立場を採っているが、同時にゴーラーが直面した異常な困難さについても認めている。チャールズ・スタートをはじめとした当時の人々は、ゴーラーの統治は定住に大きく寄与したと概して考えていた。南オーストラリア問題を取り上げた議会の小委員会が報告したところでは、ゴーラーの支出を批判した者たちは、深刻な公共的不便を強いることなく大きく節約できたであろうと思われるような項目を何一つ指摘できなかった。ゴーラーは罷免こそされたが、後世の研究では南オーストラリアの礎を築いた一人と目されている。
南オーストラリアにゴーラーが着任してすぐに調査が行なわれた場所は、彼にちなんでゴーラーと名付けられた。エアー半島北端のゴーラー山脈も彼にちなんで名付けられたものである。ダービー博物館の1830年代の主要後援者リストにはゴーラーの名が挙がっている。彼は鉱物や外国の鳥類の剥製を寄贈しており、後者には総督在任中に手に入れたアホウドリが含まれる。